# ژابوورسکی (ناحیه چسکه بودیوویتسه)
ژابوورسکی (به چکی: Žabovřesky) یک منطقهٔ مسکونی در جمهوری چک است که در شهرستان چسکه بودیوویتسه واقع شده‌است. ژابوورسکی ۱۱٫۸۴ کیلومتر مربع مساحت و ۴۲۰ نفر جمعیت دارد و ۳۹۴ متر بالاتر از سطح دریا واقع شده‌است.